# Campionato mondiale maschile di pallacanestro Under-19 1979
Il 1º Campionato mondiale maschile di pallacanestro Under-19 (noto anche come 1979 FIBA Under-19 World Championship) si è svolto in Brasile, a San Paolo, Presidente Prudente, São Bernardo e Salvador, dal 15 al 25 agosto 1979.

## Squadre partecipanti
- Argentina
- Australia
- Brasile
- Canada
- Egitto
- Filippine

- Italia
- Jugoslavia
- Panama
- Stati Uniti
- Unione Sovietica
- Uruguay

## Classifica finale
| Campione del Mondo | Campione del Mondo | Campione del Mondo | Campione del Mondo |
| --- | ------------------ | --- | ------------------ |
| Stati Uniti under 194 Lever, 5 Floyd, 6 Clark, 7 Hansen, 8 Worthy, 9 Roberts, 10 Reed, 11 Daye, 12 Williams, 13 Hastings, 14 White, 15 Perkins, All. Gary Cook |                    | |                    |
| Argento | Brasile            | Brasile under 194 Fábio, 5 A. Figueiredo, 6 André, 7 Guy Peixoto, 8 Rudney, 9 Ivan, 10 Sílvio, 11 Wagner, 12 João, 13 José, 14 Kléber, 15 Israel, All. -                                |                    |
| Bronzo | Argentina          | Argentina under 194 Camisassa, 5 Maretto, 6 Duffy, 8 Politi, 9 Villa, 10 Aréjula, 11 Faggiano, 12 Gandolfo, 13 Milovich, 14 Troccoli, 15 Córdoba, All. -                                |                    |
| 4. | Jugoslavia         | Jugoslavia under 194 Mutapčić, 5 Radović, 6 Petronijević, 7 Dogan, 8 Medić, 9 Čutura, 10 Obradović, 11 Đurišić, 12 Baković, 13 Grbović, 14 Savović, 15 Bilalović, All. Luka Stančić     |                    |
| 5. | Unione Sovietica   | Unione Sovietica under 194 Buzlajakov, 5 Kurtinaitis, 6 Grdzelidze, 7 Sucharev, 8 Kuz'min, 9 Berežnyj, 10 Popov, 11 Valikonis, 12 Gorin, 13 Tjubin, 14 Milovidov, 15 Aver'janov, All. - |                    |
| 6. | Italia             | Italia under 194 Biaggi, 5 Fantozzi, 6 Bergonzoni, 7 Tonut, 8 Innocentin, 9 Fantin, 10 Lorenzon, 11 Costa, 12 Silvestri, 13 Magnifico, 14 Ricci, 15 Riva, All. -                        |                    |
| 7. | Canada             | Canada under 194 Pasquale, 5 Lichti, 6 Clarke, 7 Parker, 8 Kazanowski, 9 Fitzgerald, 10 Dukeshire, 11 Sherman, 12 Wiltjer, 13 Latter, 14 King, 15 Antonides, All. -                     |                    |
| 8. | Uruguay            | Uruguay under 194 López, 5 Ruiz, 6 Jauri, 7 Pierri, 8 Tito, 9 Alonso, 10 Peinado, 11 Perdomo, 12 Periano, 13 Blanc, 14 Pereyra, 15 Yern, All. -                                         |                    |
| 9. | Australia          | Australia under 194 Gaze, 5 Holand, 6 Robilliard, 7 Sengstock, 8 Pearce, 9 Dawson, 10 Patterson, 11 Smyth, 12 Kneebone, 13 Carr, 14 Palmer, 15 McGraw, All. -                           |                    |
| 10. | Filippine          | Filippine under 194 Banal, 5 Ravanes, 6 Pasco, 7 Saldaña, 8 Cristobal, 9 Yango, 10 Villamin, 11 Ramas, 12 Vargas, 13 Lucido, 14 Loyzaga, 15 Calma, All. -                               |                    |
| 11. | Panama             | Panama under 194 Ariano, 5 Montalvo, 6 Grenald, 7 Aguilar, 8 Bill, 9 Escalona, 10 Gálvez, 11 Viáfora, 12 Cuevas, 13 J. Carrasquilla, 14 Macías, 15 Brome, All. -                        |                    |
| 12. | Egitto             | Egitto under 194 Nazmi, 5 Gazar, 6 Abu al-Khair, 7 Mustapha, 8 Shaaban, 9 Moustafa, 11 Riad, 12 Shour, 13 Saleh, 14 Shaaeawi, 15 el-Habash, All. -                                      |                    |